# Mistrzostwa Polski w Judo 1993
37. edycja Mistrzostw Polski w judo odbyła się w dniach 2 - 4 kwietnia 1993 roku w Gdańsku.

## Medaliści 37 mistrzostw Polski

### Kobiety
| Konkurencja: | Złoto:                                  | Srebro:             | Brąz:                                       |
| 48 kg        | Małgorzata Roszkowska Gwardia Białystok | Karolina Syrek      | Joanna Majdan Jolanta Wojnarowicz           |
| 52 kg        | Ewa Larysa Krause                       | Iwona Raszko-Tracz  | Aneta Łoś Dorota Lubaszewska                |
| 56 kg        | Anita Kubica                            | Aneta Arak          | Aneta Przybysz (Serafin) Magdalena Morawska |
| 61 kg        | Aneta Szczepańska                       | Irena Tokarz        | Joanna Żyła Radosława Ziarno                |
| 66 kg        | Agata Mróz                              | Jolanta Lewczuk     | Dorota Poremczuk Anna Udycz                 |
| 72 kg        | Krystyna Grocholska                     | Katarzyna Jaszczuk  | Stefania Drzewicka Monika Świątkiewicz      |
| +72 kg       | Beata Maksymow                          | Beata Walczak       | Marta Kołodziejczyk Iwona Rubach            |
| open         | Beata Maksymow                          | Marta Kołodziejczyk | Aneta Szczepańska Iwona Rubach              |

### Mężczyźni
| Konkurencja: | Złoto:              | Srebro:            | Brąz:                             |
| 60 kg        | Piotr Kamrowski     | Bogdan Przystasz   | Tomasz Wojdan Waldemar Brzezina   |
| 65 kg        | Piotr Sadowski      | Radosław Laskowski | Adam Wojnicki Jerzy Banaszczyk    |
| 71 kg        | Krzysztof Wojdan    | Jarosław Lewak     | Marek Krajewski Zbigniew Kamiński |
| 78 kg        | Tomasz Błach        | Sylwester Gaweł    | Marek Wróbel Grzegorz Komorek     |
| 86 kg        | Andrzej Pęcikiewicz | Adam Maj           | Marek Pisuła Grzegorz Lech        |
| 95 kg        | Wincenty Kender     | Wojciech Kaczkan   | Maciej Domaradzki Józef Smóter    |
| +95 kg       | Rafał Kubacki       | Marek Pitula       | Tomasz Tybuś Jacek Czarkowski     |
| open         | Rafał Kubacki       | Piotr Weiss        | Tomasz Tybuś Wojciech Gezik       |